# 자크 파트

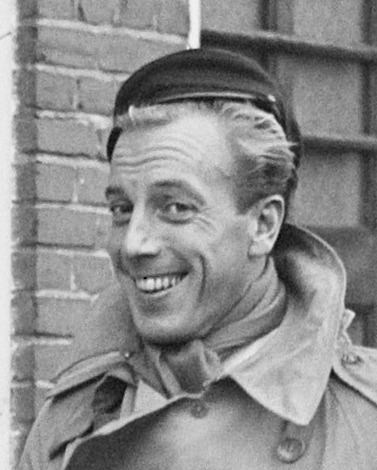
1950년의 파트

자크 파트(프랑스어: Jacques Fath, 1912년 9월 6일 ~ 1954년 11월 13일)는 프랑스의 패션 디자이너이다. 전후 오트쿠튀르에 영향을 준 3인 중 한 명으로, 다른 2명은 크리스티앙 디오르, 피에르 발마인이다.